# Huff-Daland XB-1
El Huff-Daland XB-1 fue un prototipo de avión bombardero construido para el Cuerpo Aéreo del Ejército de los Estados Unidos.
El XB-1 fue el primer avión nombrado usando una designación de solo una "B-". Antes de 1926, el Ejército de los Estados Unidos usaba prefijos "LB-" y "HB-", denotando "Bombardero Ligero" (Light Bomber) y "Bombardero Pesado" (Heavy Bomber). El primer XB-1, llamado el Super-Cyclops por Huff-Daland, era una extensión del anterior Huff-Daland XHB-1 Cyclops. Era esencialmente igual en tamaño, pero llevaba una cola doble y dos motores.

## Diseño y desarrollo

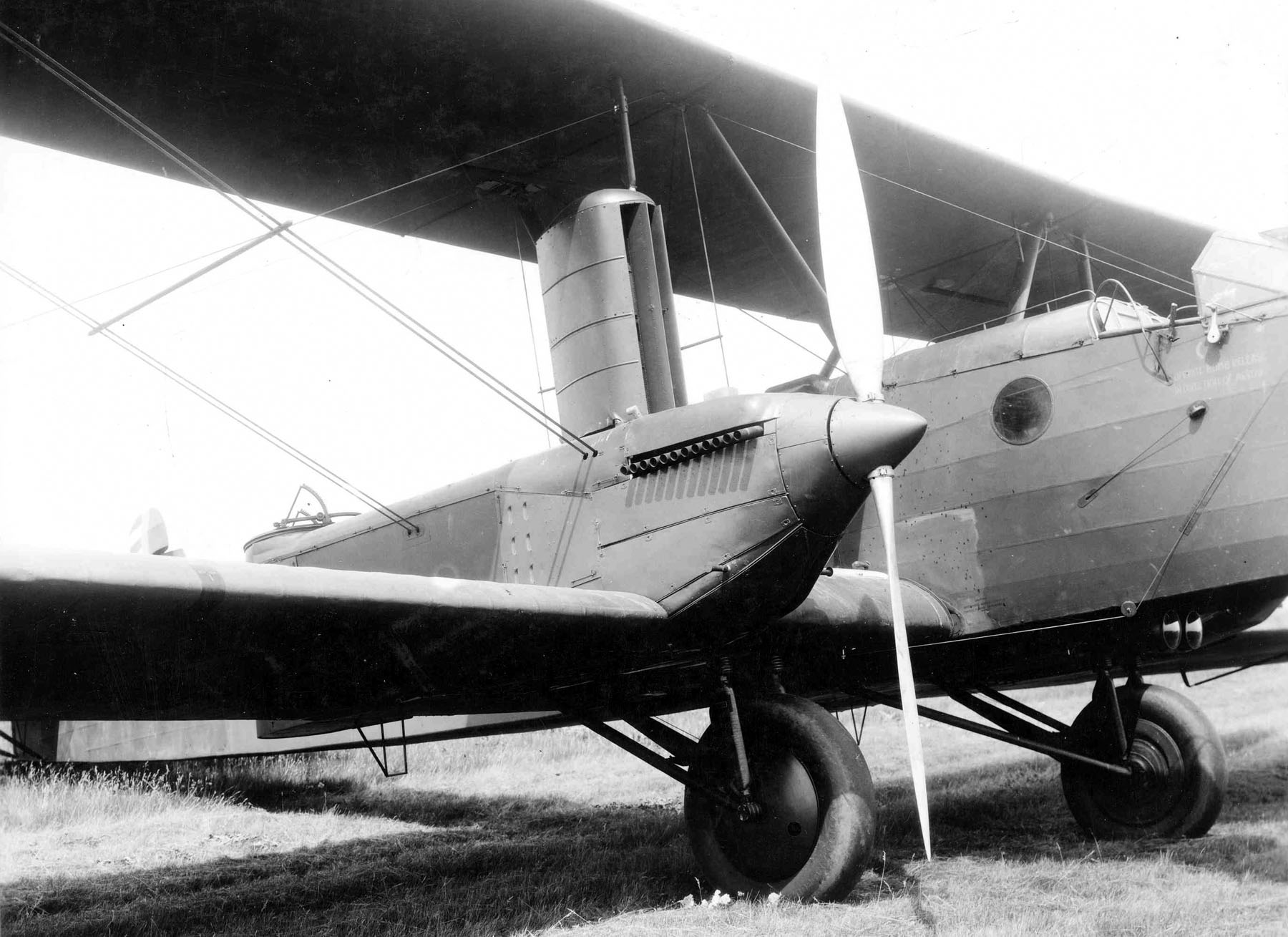
Primer plano de la góndola de estribor.

La disposición del armamento del XB-1 era nueva para un bombardero estadounidense, aunque había sido usada previamente por los británicos y los alemanes cerca del fin de la Primera Guerra Mundial. Consistía en tres posiciones artilleras dotadas de dos ametralladoras Lewis cada una, situadas en el morro y en la parte trasera de ambas góndolas motoras. El Cuerpo Aéreo del Ejército había decidido que los bombarderos monomotores como el XHB-1 se desempeñaban más pobremente y con menos seguridad que el más tradicional bombardero bimotor.

## Historia operacional
El avión voló por primera vez en septiembre de 1927. Sus motores Packard 2A-1530 originales no suministraban suficiente potencia al avión, y fue reequipado con motores más potentes Curtiss V-1570 Conqueror. Esta nueva configuración fue designada XB-1B.
Fueron solicitados otros tres diseños de avión por el Cuerpo Aéreo del Ejército por la misma época, que compitieron contra el XB-1 por el contrato. De estos tres (el XB-2 Condor, el Sikorsky S-37 y el Fokker XLB-2), el modelo de Curtiss ganó finalmente, y solamente se produjo un solo XB-1.

## Variantes
XB-1
Prototipo de bombardero medio bimotor. Motores Packard 2A-1530. Uno construido.
XB-1B
Prototipo del XB-1 con motores Curtiss V-1570 Conqueror.

## Especificaciones (XB-1B)

### Características generales
- Tripulación: Cinco
- Longitud: 18,7 m (61,4 ft)
- Envergadura: 25,9 m (85 ft)
- Altura: 5,9 m (19,4 ft)
- Superficie alar: 149 m² (1603,9 ft²)
- Peso vacío: 4292 kg (9459,6 lb)
- Peso cargado: 7480 kg (16 485,9 lb)
- Planta motriz: 2× motor lineal V12 refrigerado por líquido Curtiss V-1570-5.
  - Potencia: 450 kW (620 HP; 612 CV) cada uno.

### Rendimiento
- Velocidad máxima operativa (Vno): 160 km/h (99 MPH; 86 kt)
- Alcance: 1100 km (594 nmi; 684 mi)
- Techo de vuelo: 4600 m (15 092 ft)
- Carga alar: 28,8 kg/m² (5,9 lb/ft²)
- Potencia/peso: 0,072 hp/lb (120 W/kg)

### Armamento
- Ametralladoras: 

  - 6x Lewis de 7,62 mm
- Bombas: 1100 kg (1800 kg en trayectos cortos)

## Aeronaves relacionadas

### Desarrollos relacionados
- Huff-Daland XHB-1

### Aeronaves similares
- Curtiss B-2 Condor
- Fokker XLB-2
- Huff-Daland XHB-1
- Sikorsky S-37

### Secuencias de designación
- Secuencia B-_ (Bombarderos Medios del USAAC, 1924-1926): B-1 - B-2
- Secuencia B-_ (Bombarderos del USAAC/USAAF/USAF, 1926-1962): B-1 - B-2 - B-3 - B-4 →